# Воеводин, Леонид Дмитриевич
Леонид Дмитриевич Воеводин (13 декабря 1922, дер. Стрешнево, Тёпло-Огарёвский уезд, Тульская губерния — 6 февраля 1998, Москва) — советский и российский юрист, специалист по советскому конституционному праву и юридический статусу личности в СССР; выпускник юридического факультета МГУ (1946); доктор юридических наук (1973), профессор кафедры государственного права и советского строительства на юридическом факультете МГУ (1976); заслуженный профессор Московского университета (1995).

## Биография
Леонид Воеводин родился 13 декабря 1922 года в деревне Стрешнево Тепло-Огарёвского уезда Тульской губернии; он стал студентом в МГУ имени Ломоносова во время Второй мировой войны, в 1942 году. В 1949 году он защитил кандидатскую диссертацию на тему «Толкование норм советского права» — стал кандидатом юридических наук; после окончания аспирантуры, в октябре того же года, он стал старшим преподавателем на кафедре государственного права и советского строительства, относившейся к юридическому факультету МГУ.
За годы работы в Московском университете он читал студентам почти все учебные курсы, относившиеся к ведению кафедры: в том числе курс по государственному праву стран народной демократии (позднее — курс по государственному праву зарубежных социалистических стран), курс по советскому государственному праву (затем — курс по российскому конституционному праву). Он вёл сразу несколько специальных курсов, включая «Государственное право Китайской Народной Республики», «Конституционное право стран Восточной Европы и Азии» и «Основные проблемы государственного права»; кроме того, он руководил и работой спецсеминаров «Основы правового положения граждан СССР» и «Советская Конституция и ее развитие».
В период с 1950 по 1952 год, в рамках помощи СССР недавно образованной КНР, Леонид Воеводин был командирован в Китай: руководил кафедрой государственного права в университете и был советником декана юридического факультета. В КНР он читал лекции, проводил семинарские занятия и вёл научную работу, результатом которой стала монография «Государственный строй Китайской Народной Республики», изданная в 1956 году.
В 1974 году Воеводин успешно защитил докторскую диссертацию на тему «Конституционные проблемы правового положения личности» — стал доктором юридических наук. Два года спустя, в 1976, он стал профессором МГУ; затем в течение нескольких лет он являлся заместителем заведующего кафедрой. В 1977 году стал автором пяти глав в двухтомнике «Мировая социалистическая система и государственное право в европейских социалистических странах»; через десять лет он стал соавтором коллективной монографии «Конституционные системы социалистических стран» (1987), изданной на чешском языке в Праге. Был награждён медалью «Ветеран труда».
Воеводин являлся противником решения президента России Бориса Ельцина распустить КПСС; полагал, что действия российского лидера носили антиконституционный характер. В 1995 году Воеводин стал Заслуженным профессором Московского университета; он скончался 6 февраля 1998 года в Москве.

## Работы
Леонид Воеводин являлся автором и соавтором целого ряда (более сотни) работ о правовом статусе личности — как в рамках советского законодательства, так и постсоветского периода. Он являлся сторонником закрепления традиционных прав и свобод в качестве основных — так, как это было сделано во Всеобщей декларации прав и свобод человека, принятой ООН в 1948 году.
- «Проблемы государственного права развитого социализма» (соавт., 1986)
- «Юридические гарантии конституционных прав и свобод личности в социалистическом обществе» (соавт., 1987)
- «Государственное право стран народной демократии» (соавт., 1960)
- «Государственное право зарубежных социалистических стран» (соавт., 1972)
- «Основы государственного права Германской Демократической Республики» (соавт., 1962)
- «Юридический статус личности в России» (1997)